# Amiota steganoptera
Amiota steganoptera este o specie de muște din genul Amiota, familia Drosophilidae, descrisă de Malloch în anul 1926. Conform Catalogue of Life specia Amiota steganoptera nu are subspecii cunoscute.